# Cercle des Nageurs de Marseille

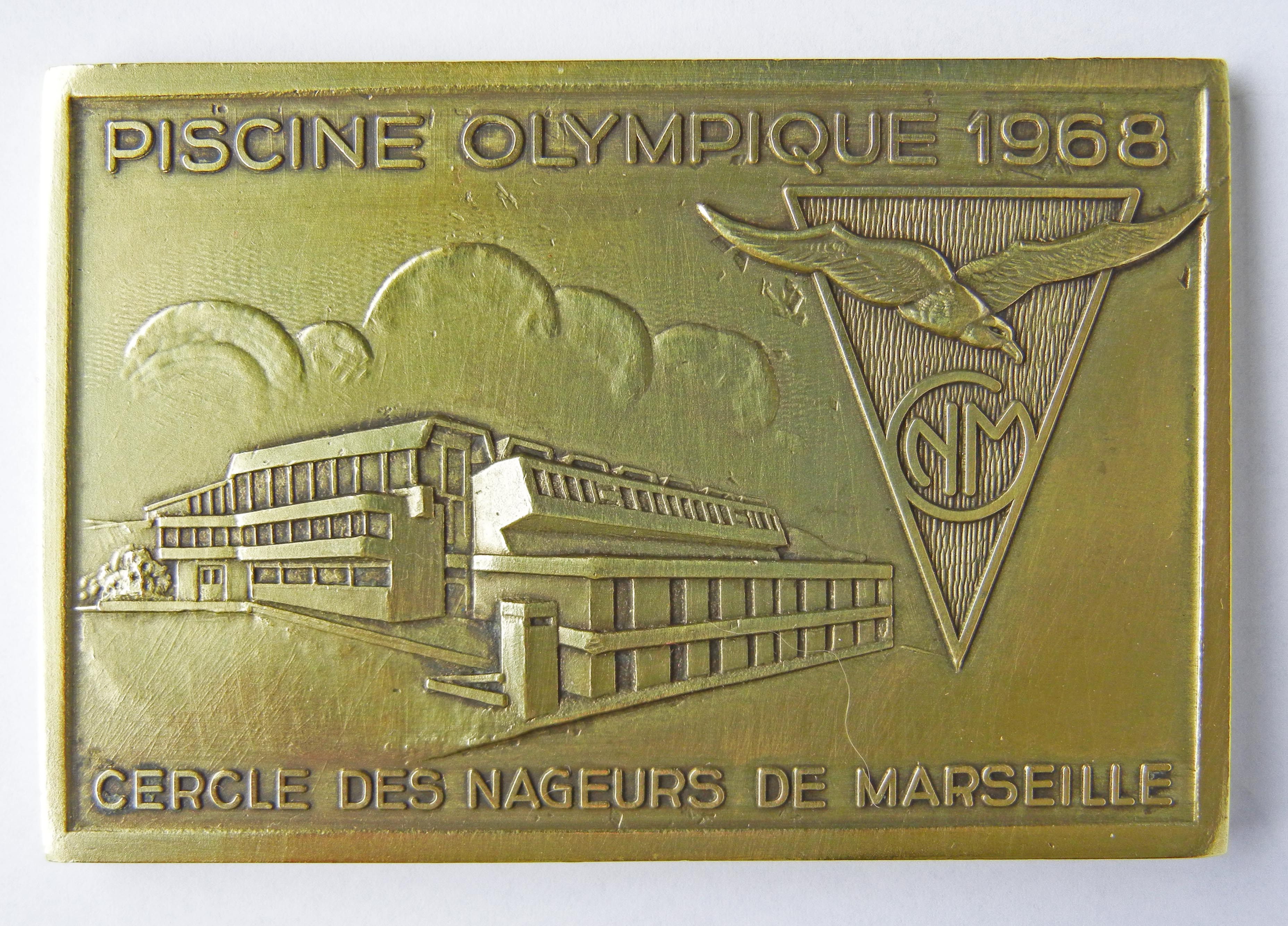
Medalha CNM

Cercle des Nageurs de Marseille é um clube de polo aquático e natação da cidade de Marseille, França.

## História
O clube foi fundado em 1921. 

## Títulos
- Liga Francesa de Polo aquático (36)
  - 1965, 1966, 1967, 1968, 1969, 1970, 1973, 1974, 1975, 1976, 1977, 1978, 1979, 1980, 1981, 1982, 1983, 1984, 1985, 1986, 1987, 1988, 1989, 1990, 1991, 1996, 2005, 2006, 2007, 2008, 2009, 2010, 2011, 2013, 2015 e 2016.